# 胶澳总督府
胶澳总督府（英語：Kiautschou Governor's Hall），又称青岛德国总督府、提督府，是位于今中华人民共和国山东省青岛市市南区沂水路11号的一座德式近代建筑，由德国建筑师弗里德里希·马尔克（Friedrich Mahlke）于1901－1902年根据19世纪欧洲公共建筑的艺术形式设计，具有中轴对称的平面和略为突出的四角与中间的特点。该建筑由广包公司（Baufirma F.H.Schmidt）承建，始建于1903年，1905年主体建筑完成，1906年春交付使用，正式成为德国胶州湾租借地的总督府，供胶澳总督办公之用。
大楼坐北朝南，背靠总督山（观海山），面向青岛湾，因依托地势而显凝重威严。平面呈“凹”字形，高四层，总面积7,132.3平方米，砖石钢木混合结构。外表面由花岗岩砌成，大坡度屋顶采用红色筒瓦覆盖，主入口采用扁圆大圆券门廊，由连接城市道路的宽大石阶直接通往二层。
该建筑的主要用途一直是办公。1914年，日军通过青岛战役夺取胶州湾租借地，该楼成为日军守备军司令部。1922年中国赎回青岛后，相继作为胶澳商埠督办公署、胶澳商埠局办公地、青岛接收专员公署和青岛特别市政府所在地。1938年，日军再次统治青岛，该楼作为其控制下的青岛特别市公署、青岛特别市政府。
1945年抗日战争胜利后，作为青岛市政府所在地。
1949年6月解放军占领青岛后，改为青岛市人民政府办公楼，直到1994年7月政府迁新址（因此亦名“老市府”）。今为青岛市人大常委会和青岛市政协的办公处。
该建筑在1992年6月列为第二批山东省文物保护单位，1996年作为青岛德国建筑的代表作品列入全国重点文物保护单位。

## 图片

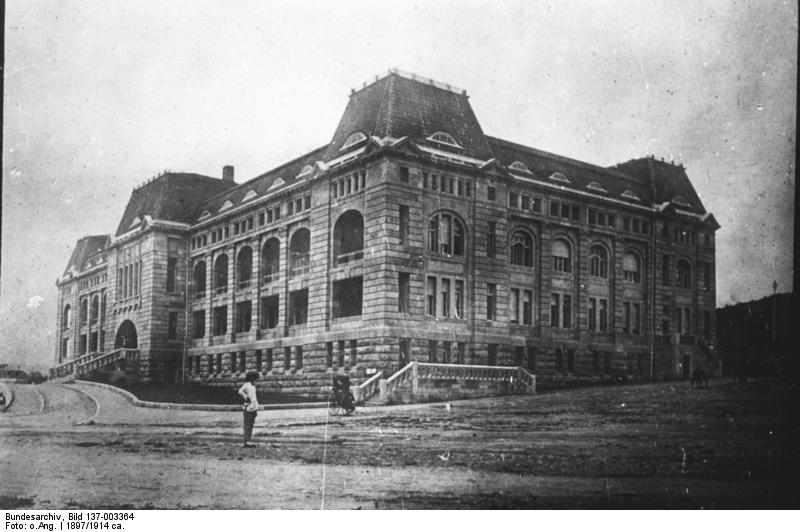
1907年
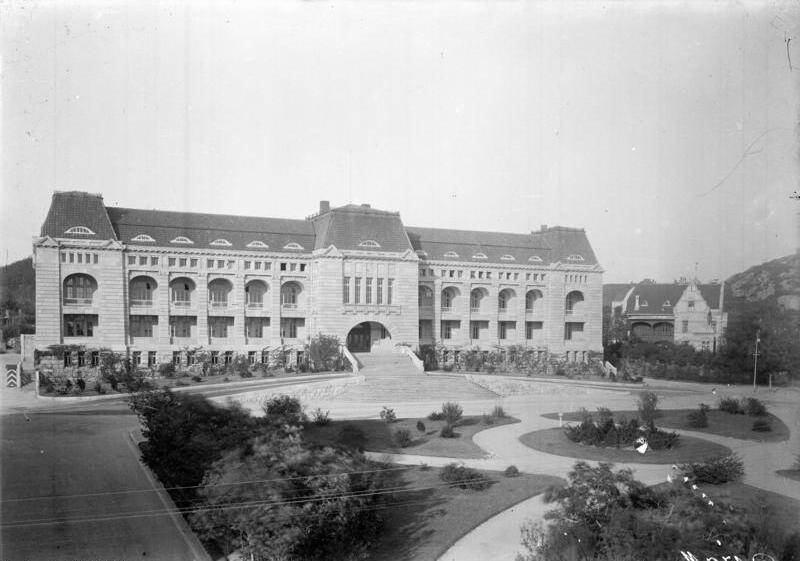
1913年
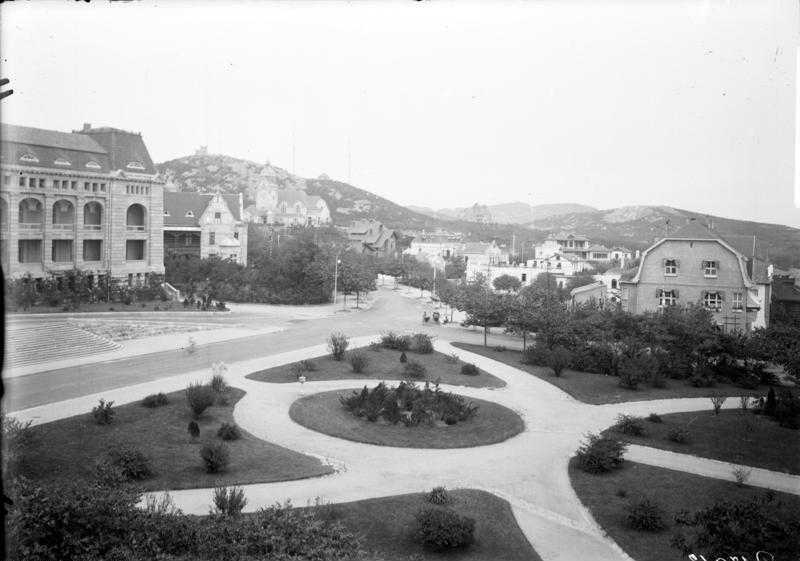
1913年
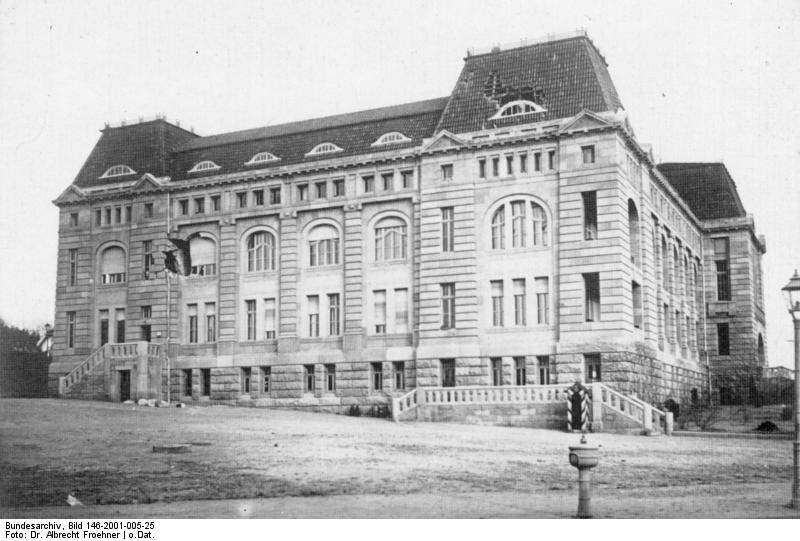
1914年，建筑遭日军炮火损坏
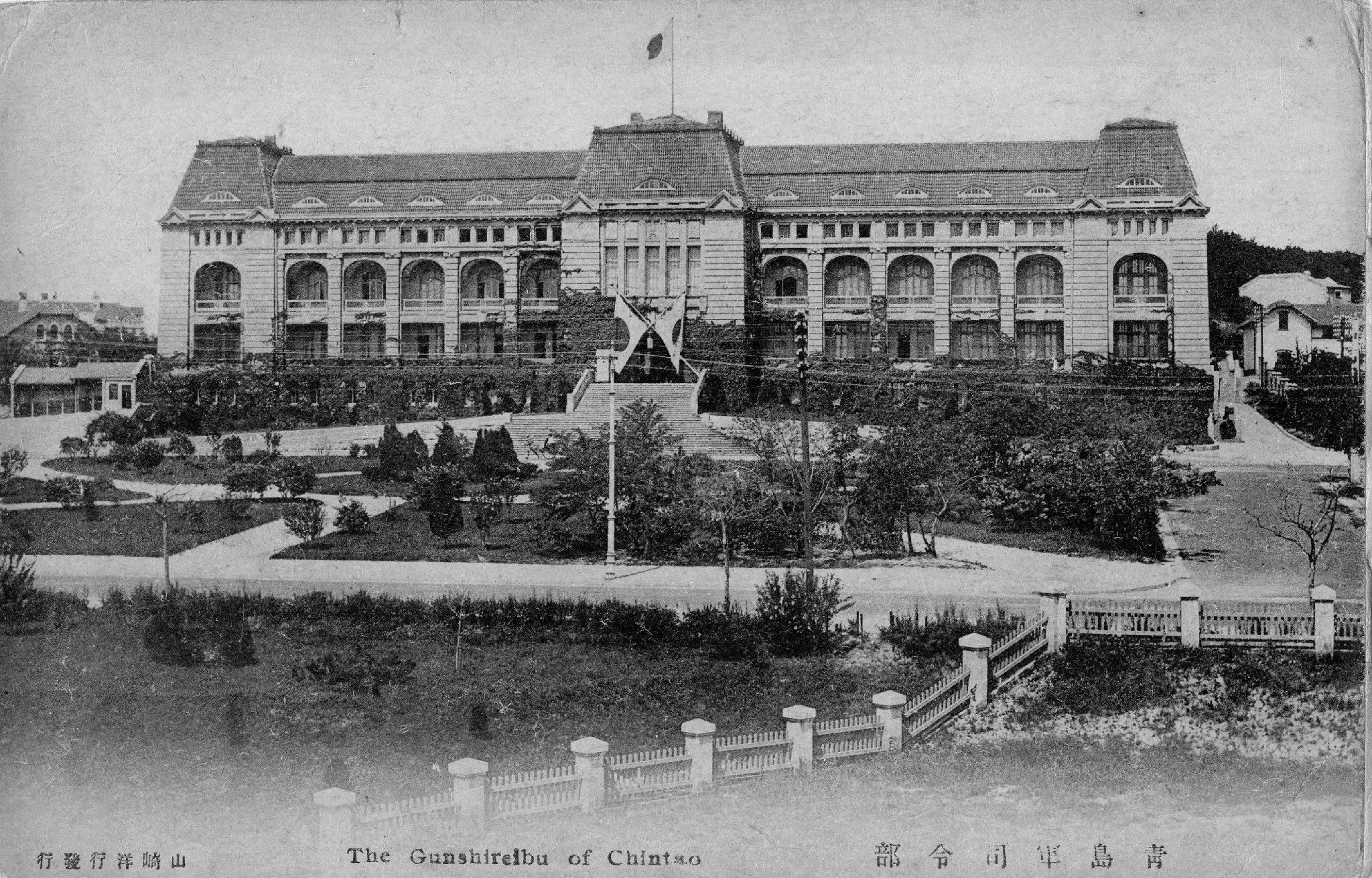
青岛军司令部，1914年后
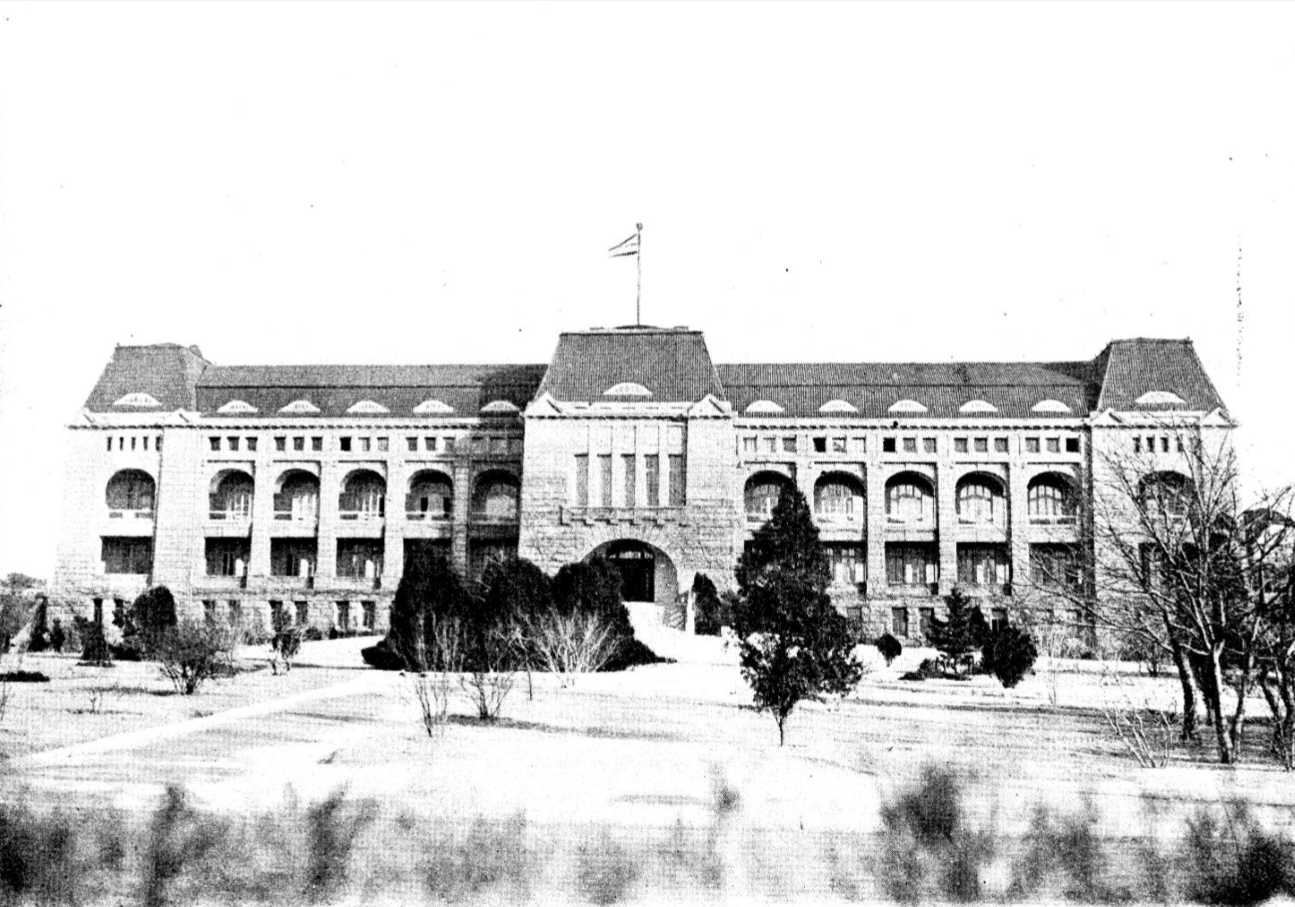
胶澳商埠督办公署，1922年
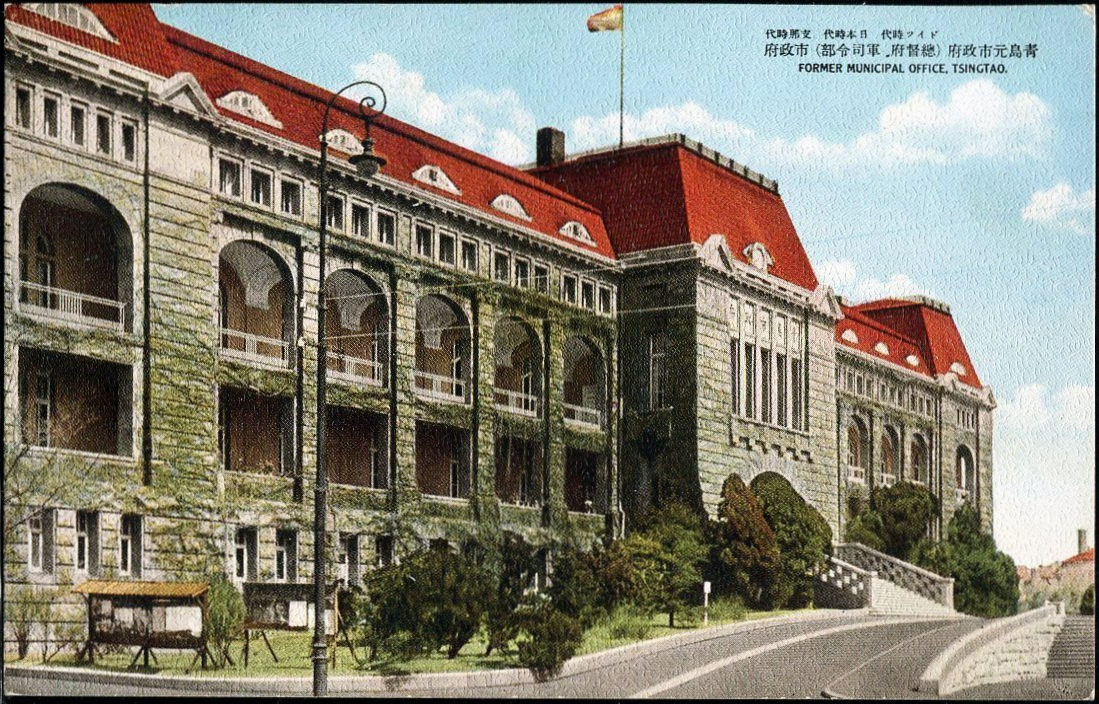
1945年之前的一张明信片
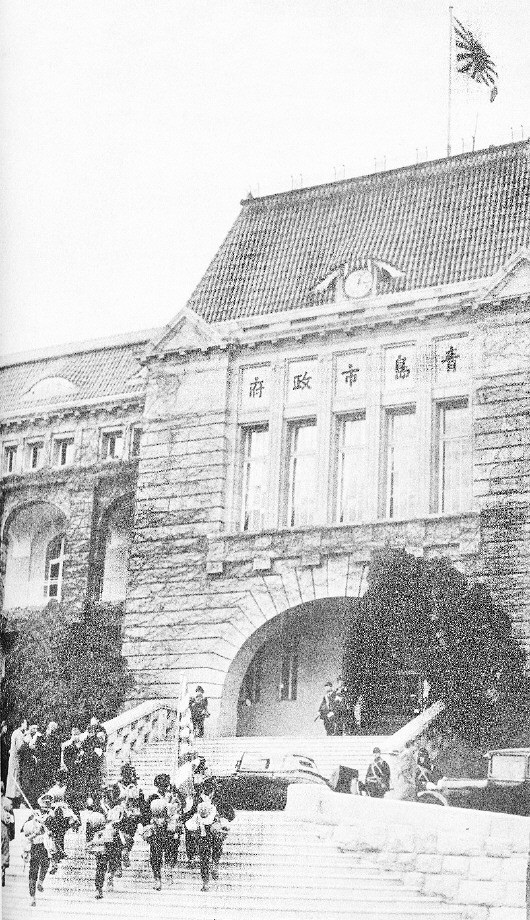
1938年日军占领青岛市政府